# Präfektur Inezgane-Aït Melloul

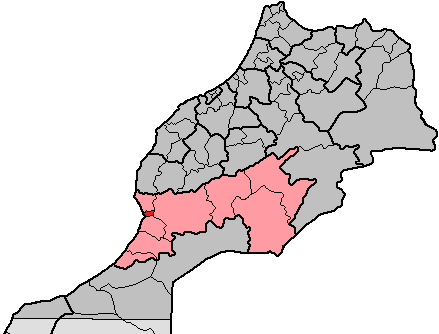
Präfektur Inezgane-Aït Melloul in der ehemaligen Region Souss-Massa-Draâ

Inezgane-Aït Melloul (arabisch عمالة أنزكان - آيت ملول; Tamazight: ⵉⵏⵣⴳⴳⴰⵏ ⴰⵢⵜ ⵎⵍⵍⵓⵍ) ist eine Präfektur Marokkos. Sie gehört seit der Verwaltungsreform von 2015 zur Region Souss-Massa (davor zu Souss-Massa-Draâ) und liegt im Süden des Landes und ist ein Teil des Großraums von Agadir. Die nur 277 km² große Präfektur hat insgesamt 541.118 Einwohner (2014).

## Größte Orte
| Gemeinde           | Einwohner (1994) | Einwohner (2004) | Einwohner (2014) |
| ------------------ | ---------------- | ---------------- | ---------------- |
| Inezgane           | 92.485           | 112.753          | 130.333          |
| Aït Melloul        | 82.764           | 130.370          | 171.847          |
| Dcheira El Jihadia | 72.182           | 89.367           | 100.336          |
| Lqliâa             | 17.917           | 47.837           | 83.235           |
| Temsia             | 15.756           | 26.385           | 27.955           |
| Oulad Dahou        | 11.276           | 12.902           | 14.587           |